# Prix Jean-Le-Duc
Le prix Jean-Le-Duc, ou prix Jean-Leduc, est un ancien Prix de l'Académie française. Créé en 1972 et décerné jusqu'en 1993, il était « destiné à honorer les talents littéraires qui se seront manifestés dans des œuvres cinématographiques ». Il a été créé en hommage à Jean Le Duc, qui avait présidé pendant trente ans la « Société nouvelle des établissements Gaumont ». À la place de cette récompense, l'Académie française a créé le prix René-Clair en 1994.
Le film Églantine a été le premier film récompensé par ce prix pour la qualité de son scénario.

## Liste des lauréats
De 1972 à 1993 ont été récompensés :
- 1972 :
  - Jean-Claude Brialy pour le film Églantine
  - Éric Ollivier pour le film Églantine
- 1973 :
  - Jean-Loup Dabadie pour le film César et Rosalie
  - Claude Sautet pour le film César et Rosalie
- 1974 :
  - Jean-Loup Dabadie pour le film La Gifle
  - Claude Pinoteau pour le film La Gifle
- 1975 : 
  - Claude Lelouch pour le film Le Chat et la Souris
- 1976 :
  - Nicole de Buron pour le film Cours après moi que je t'attrape
- 1977 :
  - Claude Goretta pour le film La Dentellière
  - Pascal Lainé pour le film La Dentellière
- 1978 :
  - Christian de Chalonge pour le film L'Argent des autres
  - Pierre Dumayet pour le film L'Argent des autres
- 1979 :
  - Joseph Losey pour le film Don Giovanni

- 1980 :
  - Jean Baronnet pour le film Skinoussa
  - Pierre Dupouey pour le film Skinoussa
  - Suzanne Schiffman pour le film Le Dernier Métro
  - François Truffaut pour le film Le Dernier Métro
- 1981 :
  - Michel Audiard pour le film Garde à vue
  - Jean Herman pour le film Garde à vue
  - Claude Miller pour le film Garde à vue
- 1982 :
  - Jean-François Chauvel pour le film L'Honneur d'un capitaine
  - Pierre Schoendoerffer pour le film L'Honneur d’un capitaine
  - Daniel Yonnet pour le film L'Honneur d’un capitaine
  - Jean Lescure
- 1983 :
  - Jean-Loup Dabadie pour l'ensemble de son œuvre cinématographique et pour le film Garçon !
- 1984 :
  - Éric Rohmer pour l'ensemble de son œuvre cinématographique et pour le film Les Nuits de la pleine lune
- 1985 :
  - Jean-Charles Tacchella pour le film Escalier C
- 1986 :
  - Alain Resnais pour l'ensemble de son œuvre cinématographique, et pour le film Mélo
- 1987 :
  - François Reichenbach pour l'ensemble de son œuvre
  - Claude d’Anna pour l'adaptation cinématographique de Macbeth (médaille d’argent)
- 1988 :
  - Jean-Claude Carrière pour l'ensemble de son œuvre d’auteur cinématographique
  - Jean Mitry pour l'ouvrage Tout Chaplin (médaille d’argent)
  - Pierre Braunberger et Jacques Gerber pour leur livre d'entretiens Pierre Braunberger, producteur (cinémamémoire, propos recueillis par Jacques Berger) (médaille de bronze)
- 1989 :
  - Jean-Jacques Annaud pour l'ensemble de son œuvre cinématographique

- 1990 :
  - Bertrand Tavernier pour l'ensemble de son œuvre cinématographique
- 1991 :
  - Yves Robert pour deux films adaptés des Mémoires de Marcel Pagnol, La Gloire de mon père et Le Château de ma mère, et l’ensemble de son œuvre cinématographique
- 1992 :
  - Henri Verneuil pour l'ensemble de son œuvre cinématographique
- 1993 :
  - Jean-Paul Rappeneau pour l'ensemble de son œuvre cinématographique